# 小男人週記3之吾家有喜
《小男人週記3之吾家有喜》（英文名：The Yuppie Fantasia 3）是一部香港劇情電影，由鄭丹瑞導演，鄭丹瑞、侯穎桁、鄭善瑜編劇，陳穎倫監製，由鄭丹瑞、鄧月平、周秀娜、談善言、陳友、蔡瀚億、張繼聰、楊詩敏、文雋和黎彼得主演，電影是小男人週記的三十週年紀念作品。

## 故事大綱
故事發生在《小男人週記 II 錯在新宿》之後廿多年，梁寬 ( 鄭丹瑞飾 ) 之妻Ann ( 鄭裕玲飾 ) 帶同女兒許喜喜在十三年前離開寬，移居台灣，留下寬一人在香港。寬在「騰龍盛世」工作。他在公司是有名的擦鞋仔，專門為老闆王輝 ( 陳友飾 ) 解決問題。而下屬Simon ( 張繼聰飾 ) 則視其為師傅。另外寬與其女秘書Bobo ( 周秀娜飾 ) 發展辦公室戀情，但寬卻向公司所有人隱瞞與Bobo的戀情，亦從來不讓她在其家留宿。
某日，喜喜 ( 鄧月平飾 ) 突然隻身回港，並向寬表示母親已經因為事故死亡。喜喜發現她在港的男友有外遇，怒打他一拳之後寬載她離開現場。此時寬才發現女兒跟母親姓許。喜喜回家打電話給好友Sam ( 談善言飾 ) 訴苦。裝扮男性化的Sam馬上由外國飛來香港陪伴。
喜喜發現寬和Bobo 的戀情，一時不快在Simon的推薦之下和Sam一起去了老闆輝之子王皓 (蔡瀚億飾 ) 的健身中心消遣。皓對喜喜一見鍾情。
梁寬替王輝向他的前任情婦June ( 鄭欣宜飾 ) 取回部份分手費，並且超額完成。不過被June稱呼寬為契弟中的極品，而且對工作成功沒有滿足感。
喜喜和Sam發現寬與Bobo的戀情。喜喜和Bobo對話之下了解到她是真心愛寬。
皓和喜喜在騰龍盛世經營的商場外，協助一位因為走鬼而受傷的婆婆入醫院接受治療，皓更為她支付醫療費用。之後皓和喜喜去了皓的餐廳吃東西，卻遇上了Simon和菲菲回來偷情。二人設計令Simon和菲菲落荒而逃。之後二人親吻。
皓和喜喜的親密合照在網上流傳，導致寬被輝停職半年，由Simon接替。Bobo決定辭職，正式公開她和寬二人的關係。喜喜的任性令她和Sam吵架，寬安慰她。喜喜和Bobo交談之後，知道她不是要取代母親Ann在寬心中的地位，對她漸生好感。
喜喜接了之前跌倒受傷的婆婆出院，婆婆回到商場向輝怒擲手機，Simon為輝擋駕而受傷，輝決定起訴婆婆和喜喜。寬要求喜喜道歉，卻令喜喜瞧他不起。二人吵架，最後喜喜因為哮喘發作而入院。另一邊廂，皓向輝表示喜歡喜喜，並且指摘Simon僱用黑社會恐嚇商場小商戶，弄壞了騰龍盛世的名聲。輝見兒子終於成長，便下令Simon終止對喜喜的起訴並驅逐他離開。當晚，寬終於與Ann告別。
喜喜康復後向寬借了一百萬，用來投資在皓的健身中心，Bobo則開了一間咖啡店。

## 主要角色
| 演員                                                 | 角色   | 暱稱/關係 |
| 鄭丹瑞                                               | 梁 寬  | 許鞍華之前夫 許喜喜之父 Q太郎和大古惑之多年好友 Simon之師傅 (Simon自稱) ，後反目 王輝之下屬，後被解僱 Bobo之上司，後成為其男友                                                           |
| 鄧月平                                               | 許喜喜 | 原名梁喜喜 梁寬與許鞍華之女兒 八歲時隨母親出走前往台灣，並改隨母親姓許 兩年前往美國讀書 母親死後回港 Sam之好友 王皓之好友，後成為其女友                                                  |
| 周秀娜                                               | Bobo   | 梁寬之秘書，後辭職並成為其女友 |
| 張繼聰                                               | Simon  | 梁寬之徒弟 (自稱)，後反目並取代其位置 菲菲之男友 王輝之下屬 |
| 談善言                                               | Sam    | TB 許喜喜之同性密友 王皓之好友 |
| 蔡瀚億                                               | 王 皓  | 王輝之子 許喜喜之好友，後成為其男友 Sam之好友 意大利餐廳和健身院之東主 |
| 陳友                                                 | 王 輝  | 上市公司「騰龍盛世」之主席 梁寬與Simon之上司 王皓之父 |
| 文雋                                                 | Q太郎  | 梁寬和大古惑之多年好友 現成為中醫師 |
| 黎彼得                                               | 大古惑 | 梁寬和Q太郎之多年好友 已有一個剛合法可以進入澳門賭場之妻子 |
| 楊詩敏                                               | 菲 菲  | 客串 Simon之女友 |
| 葛民輝                                               |        | 客串 街市之保安員 |
| 蔡一傑                                               |        | 客串 街市之租戶 |
| 蔡一智                                               |        | 客串 街市之租戶 |
| 蘇志威                                               |        | 客串 街市之租戶 |
| 張智霖                                               |        | 客串 交通警員 |
| 鄭欣宜                                               | June   | 客串 王輝之前情婦 |
| 鄭伊健                                               |        | 客串 Bobo之好友 |
| 袁綺雯/鄭裕玲（年轻时的片段） （專業配音員聲音演出） | 許鞍華 | Ann Hui 梁寬之前妻 許喜喜之亡母 於喜喜八歲時，帶喜喜離家出走，並前往台灣 於兩年前因喜喜往美國讀書而移居美國，後意外溺水身亡，后由许喜喜将其骨灰带回香港给梁宽 僅以梁寛之幻覺及回憶中出現 |
| 夏竹欣                                               |        | |
| 郭千瑜                                               |        | |
| 李旻芳                                               |        | |
| 陳華鑫                                               |        | |
| 陳穎熙                                               |        | |
| 趙璧渝                                               |        | |
| 周梓盈                                               |        | |
| 劉嘉琪                                               |        | |
| 利穎怡                                               |        | |
| 譚永浩                                               |        | |
| 曾敏                                                 |        | |

## 電影歌曲

### 主題曲
- 『你你你引致我震盪』

作詞：林海峰（Featuring. 林振強）　作曲：Yasuo Sugibayashi、Edward Chan、Cousin Fung
編曲：Edward Chan、Cousin Fung　歌曲監製：Edward Chan　主唱：林海峰

### 片尾曲
- 『傾心』 (翻唱Raidas歌曲)

作詞：黃凱芹　作曲：黃耀光　主唱：陳德彰（Featuring. 鄭丹瑞）

## 製作
2017年1月，鄭丹瑞與鄧月平到電台為鄭裕玲的節目《口水多過浪花》擔任嘉賓，鄭裕玲親揭辭演《小3》之謎：「我不是很想拍電影，我也很坦白跟旦哥說。後來，旦哥說我們買了你前傳內的鏡頭，《小3》說阿Ann已離世，你會以鬼的形式出現，那麼你只是配音可以嗎？我就考慮啦，真的不好意思，旦哥，我覺得如果我聲音演出也是演出，那樣我不如拍電影，所以就婉拒了。」

## 票房成绩
该片上画之后，票房连连报捷，截至2017年2月12日，影片上画3周，票房冲破1500万，收报：15383185港元。
踏入上画第4周，票房冲破1600万。

## 奬項及提名
| 年度   | 颁奖典礼                     | 奖项       | 姓名   | 结果 |
| ------ | ---------------------------- | ---------- | ------ | ---- |
| 2018年 | 第一屆MOVIE6全民票選電影大獎 | 最佳新演員 | 鄧月平 | 提名 |
| 2018年 | 第37屆香港電影金像獎         | 最佳新演員 | 鄧月平 | 提名 |

## 後續發展
電影反應好，鄭丹瑞被問及會否考慮開拍第四集，他指鄭裕玲是關鍵：「我不會說不開，如果鄭裕玲肯出山就一定開，但說服她難度好高，我理解她為何不拍，但第四集能否找到她拍攝，是一個關鍵！」
鄭裕玲目前最後參演的影視作品為《慳錢家族》(2002年)。

## 外部連結
- 小男人週記3之吾家有喜的Facebook專頁
- 香港影庫上《小男人週記3之吾家有喜》的資料（繁體中文）